# Массовое убийство в Тартуской кредитной кассе
Массовое убийство в Тартуской кредитной кассе — казнь, совершённая 14 января 1919 года в подвале бывшей Кредитной кассы по адресу улица Компани, дом 3, Тарту, Эстония, жертвами которой стали 19 человек.
Казнь была осуществлена по приказу Тартуской комиссии по борьбе с контрреволюцией Эстляндской трудовой коммуны непосредственно перед отступлением Красной армии из Тарту. Самым известным погибшим был первый эстонский православный епископ Платон (Кульбуш).
Подобное же преступление большевики совершили в конце декабря 1918 года — начале января 1919 года в Раквере (см. Массовое убийство в лесу Палермо).

## Контекст события и предыстория
Массовое убийство в Тартуской Кредитной кассе находится в контексте проводимой в тылу Красной Армии политики запугивания и уничтожения, именуемой «красным террором». Основой красного террора в Советской России был Декрет «О красном терроре» от 5 сентября 1918 года, которым предписывалось расстреливать так называемых «врагов народа» или помещать их в концлагеря. Указ считается официальным ответом советского правительства на убийство энесами Владимира Володарского и Моисея Урицкого. Хотя ЧК ещё до издания указа приступила к массовым расстрелам, он создал правовую основу для проведения террора. Не все советские партийные деятели одобряли деятельность ЧК и предоставленные ей чрезмерные полномочия, её критиковали, в частности, Николай Бухарин, Лев Каменев, Михаил Ольминский и Григорий Петровский.
В Эстонии красный террор осуществлялся в 1918—1919 годах на территории, подконтрольной Эстляндской трудовой коммуне. Поскольку коммуна была формально самостоятельным, а в действительности и в какой-то степени автономным образованием, законодательство, принятое в Советской России, не распространялось на неё автоматически. Таким образом, деятельность контрреволюционных комитетов, созданных в Эстонии по образцу ЧК, основывалась на положениях и манифестах, изданных Временным революционным комитетом Эстонии и Советом Эстляндской трудовой коммуны. Например, 21 ноября 1918 года были запрещены все небольшевистские партии и их газеты с угрозой расправиться с их партийными лидерами «со всей революционной жестокостью»; 29 ноября того же года члены и сторонники Временного правительства Эстонии, а также все помещики и духовенство были объявлены вне закона.

## Деятельность Тартуской комиссии по борьбе с контрреволюцией
Тартуское отделение Эстляндской комиссии по борьбе с контрреволюцией начало свою деятельность 1 января 1919 года. Её председателем был назначен Александр Кулл (Aleksander Kull), имевший опыт работы в Петроградской ЧК.
Комиссия начала свою деятельность с массовых арестов 2 января, хотя аресты и задержания проводились ещё до образования комиссии, после взятия Тарту Красной армией 22 декабря 1918 года. Деятельность комиссии расширилась и стала более кровавой после операции партизан Юлиуса Куперянова в волости Элиствере 4 января, в ходе которой был убит бывший красный стрелок Йоханнес Пярн (Johannes Pärn). В ответ на это комиссия организовала несколько карательных операций, закончившихся массовыми убийствами: 9 января 1919 года на льду реки Эмайыги в Тарту было казнено 13 человек, среди них четверо помещиков из Тартуского уезда (в том числе Бруно Клавдий Александр фон Самсон-Гиммельшерна (Bruno Claudius Alexander von Samson-Himmelstjerna), Карл Харальд Ойген фон Самсон-Гиммельшерна (Carl Harald Eugen von Samson-Himmelstjerna) и Эдмунд Густав Вильгельм фон Самсон-Гиммельшерна (Edmund Gustav Wilhelm von Samson-Himmelstjerna); 12 января 1919 года в волость Элиствере был отправлен каратель, где были убиты 8 местных крестьян.
По распоряжению комиссии с 1 по 14 января 1919 года в Тарту и его ближайших окрестностях были арестованы в общей сложности 512 человек, которые содержались в основном в двух местах: в штаб-квартире комиссии на улице Гильди и в бывшем здании Кредитной кассы на улице Компани. Задержанных допрашивали как контрреволюционеров, а также принуждали к унизительной физической работе.

## Исполнение приказа о казни
Незадолго до освобождения Тарту 2-й дивизией Эстонской народной армии председатель Тартуской контрреволюционной комиссии Александр Кулл приказал расстрелять 19 человек, содержавшихся в подвале бывшей Тартуской кредитной кассы на улице Компани. Среди казнённых были православный епископ Платон (Кульбуш), два православных протоиерея  (Николай Бежаницкий и Михаил Блейве), два лютеранских пастора, профессора теологии Тартуского университета (Готтильфт Трауготт Ган и Мориц Вильгельм Пауль Шварц), трое мызников, один мызный управляющий, один владелец ресторана, два городских советника, глава балтийских немцев в Тарту Арнольд Иоганн Генрих фон Тидебель (Arnold Johann Heinrich von Tideböhl), адвокат, гончар, студент и даже красноармеец с русской фамилией.
Смертный приговор приводил в исполнение 2-й Вильяндиский штрафной отряд, сформированный из бойцов Эстонского красного стрелкового полка, во главе с комиссаром Александром Йеа (Aleksander Jea). Двумя днями ранее этот же отряд провёл расстрелы в волости Элиствере. Всего в его состав входило 117 человек.
После организации массового убийства Кулл и его подчинённые уехали на бронепоезде «имени Ленина» в Выру, который всё ещё находился под контролем Красной армии. Перед этим на улице Променаади большевики успели поймать бухгалтера городской управы Вильде (Vilde) и городского архитектора Арведа Эйхгорна (Arved Eichhorn), которые были доставлены на улицу Пеплери для расстрела. Эйхгорн выжил, но был тяжело ранен.
По сообщению большевистской газеты «Эдази» («Edasi»), выпущенной в Выру 16 января 1919 года, расстрелы были мотивированы тем, что утром 14 января было совершено покушение на Александра Кулла, председателя комиссии по борьбе с контрреволюцией: ему подали отравленный кофе. Однако эстонский историк Таави Минник (Taavi Minnik) считает эти расстрелы прежде всего местью за деятельность партизан Юлиуса Куперьянова.

## Обнаружение тел убитых
Состоявшая из красноармейцев охрана покинула свой пост 14 января сразу после подачи обеда заключённым. Вскоре после этого около 200 задержанных, находившихся в здании бывшей Кредитной кассы, смогли с помощью горожан бежать. Неизвестно, кто именно обнаружил жертв расстрела в подвале дома.
Хирург Вольфганг фон Рейхер (Wolfgang von Reyher), одним из первых ознакомившийся с местом расстрела, был учеником и многолетним ассистентом известного учёного-медика Вернера Цеге-фон-Мантейфеля. Он установил, что в подвальное помещение жертв приводили по одному, и они были убиты боковым выстрелом в голову.
Более поздняя судебно-медицинская экспертиза показала, что некоторые из казнённых перед смертью были избиты, заколоты штыками и получили несколько пулевых ранений. Епископу Платону было нанесено семь штыковых ранений в грудь, кроме того, на его теле было обнаружено четыре пулевых ранения: две пули пробили грудь, одна пуля пронзила левое плечо, одна пуля прошла через правый глаз. На его теле также были следы побоев, в частности, был обнаружен след от удара кулаком в правый висок. Православные священники Бежаницкий и Блайв были убиты с одного выстрела. С убитых сняли верхнюю одежду и обувь; по словам некоторых свидетелей, это было сделано ещё до казни.

## Уведомление общественности
Сообщения о совершённом массовом убийстве быстро распространились в Эстонии через средства массовой информации. Тартуская ежедневная газета «Postimees» опубликовала сообщение об убийствах на первой полосе номера от 15 января. Газета «Päevaleht», издаваемая в Таллине, 16 января опубликовала более подробный рассказ о массовом убийстве в Тарту, назвав имена жертв.
Как только весть о массовом убийстве в Тартуской Кредитной кассе достигла Парижа, пресс-атташе эстонской делегации на Парижской мирной конференции Эдуард Лааман разослал информацию об этом в ведущие мировые газеты. По имеющимся сведениям, его сообщение было опубликовано только в газете «New York Herald».
Об организованных большевиками массовых убийствах в Тарту и Раквере западный мир проинформировал писатель Эдуард Вильде, глава действовавшего в Копенгагене Эстонского бюро новостей, чьё описание массовых убийств в Раквере и Тарту вместе с фотографиями было первоначально опубликовано в крупнейшем французском иллюстрированном журнале «L'Illustration» под заголовком «Lescrime du bolchevisme en Esthonie».

## Увековечение памяти жертв

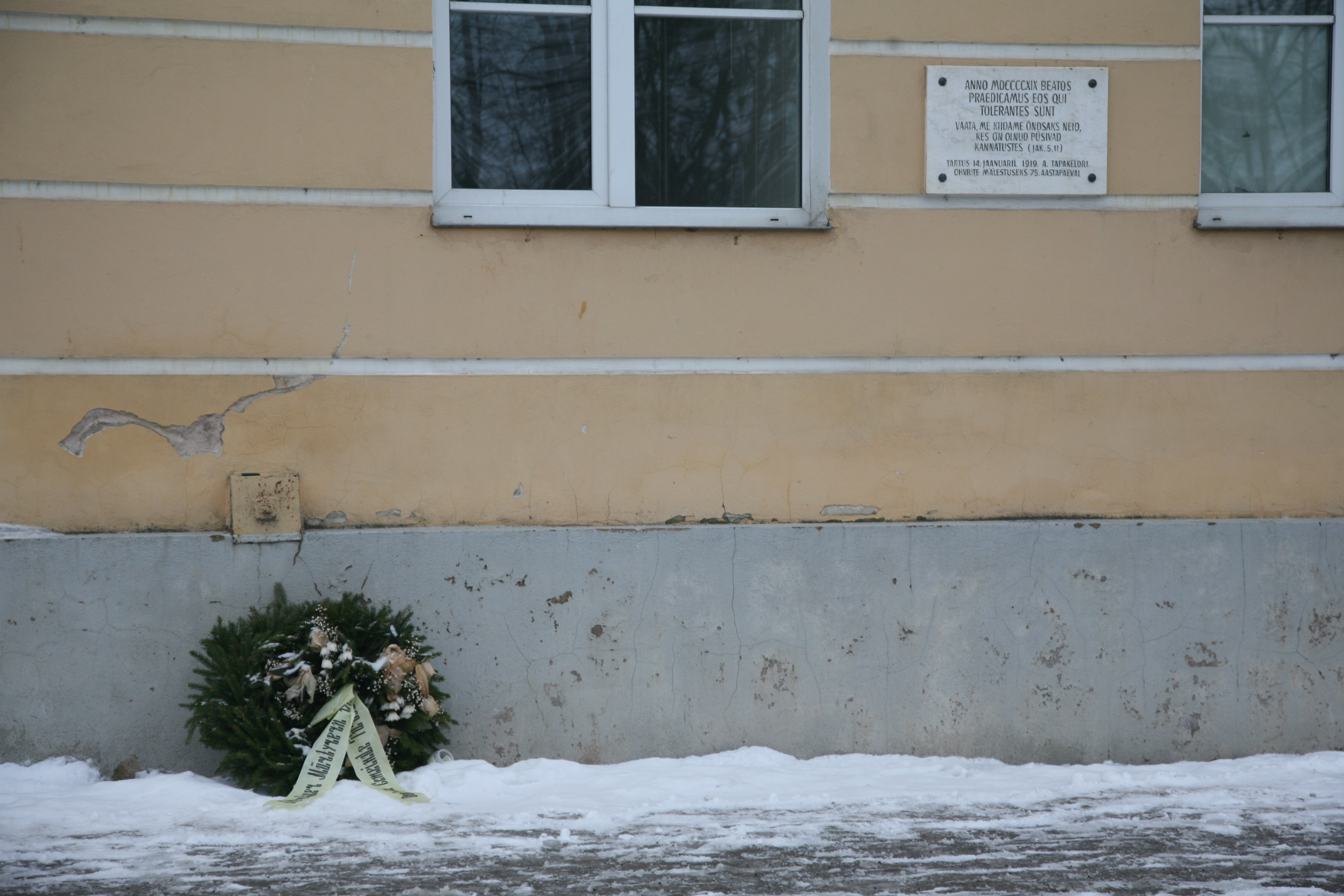
Венок у памятной доски на доме № 3 по улице Компани, Тарту, февраль 2013 года

Сегодня место убийства отмечено мемориальной доской на стене дома № 3 по улице Компани.  В 2003 году на стене этого же здания был установлен бронзовый барельеф епископа Платона работы Тыниса Паберита.
Вскоре после массового убийства в парижском православном соборе по указанию Яана Поска, главы эстонской делегации на Парижской мирной конференции, был проведен молебен о душах епископа Платона и других жертв. На службе присутствовали все представители эстонской делегации во главе с Яаном Поска.
В межвоенный период в бывшем здании Тартуской Кредитной кассы совершались молитвы о жертвах массовых убийств. Эта традиция была начата в январе 1922 года духовенством Тартуских православных приходов, с января 1923 года к ним присоединилось лютеранское духовенство, и молитвы приобрели экуменический характер. В этих молитвах всегда участвовали митрополит Таллинский и всея Эстонии Александр (Паулус), а позднее — епископы Эстонской евангелическо-лютеранской церкви. В конце 1920-х годов в православных и лютеранских храмах Тарту 14 января стали совершаться молебны и панихиды по погибшим. При участии представителей обеих церквей был созда комитет по увековечению памяти жертв подвала Тартуской Кредитной кассы, под руководством которой подвал, где было совершено массовое убийство, был перестроен в мемориальную часовню. Она была освящена 14 января 1931 года.
Почтили память жертв массового убийства в Кредитной кассе и после восстановления независимости Эстонии, в январе 2009 года, в рамках мероприятий, приуроченных к годовщине освобождения Тарту от большевиков.
Священники Платон (Кульбуш), Николай Бежаницкий и Михаил Бляйв были причислены к лику священномучеников.